# Vương Ngọc Hà
Vương Ngọc Hà (sinh ngày 15 tháng 9 năm 1977) là một nữ chính trị gia người Việt Nam, dân tộc La Chí. Bà hiện là Ủy viên Ban Thường vụ Tỉnh ủy, Phó Chủ tịch UBND tỉnh Hà Giang.
Bà từng là Đại biểu Quốc hội Việt Nam khóa XIV nhiệm kì 2016-2021, thuộc đoàn đại biểu quốc hội tỉnh Hà Giang, Trưởng ban Tuyên giáo Tỉnh ủy Hà Giang, Phó Trưởng Đoàn chuyên trách Đoàn Đại biểu Quốc hội tỉnh Hà Giang, Ủy viên Hội đồng Dân tộc của Quốc hội.

## Xuất thân
Vương Ngọc Hà sinh ngày 15 tháng 9 năm 1977 quê quán ở thị trấn Vinh Quang, huyện Hoàng Su Phì, tỉnh Hà Giang.
Bà hiện cư trú ở Tổ 17, phường Minh Khai, thành phố Hà Giang, tỉnh Hà Giang.

## Giáo dục
- Giáo dục phổ thông: 12/12
- Đại học Luật
- Tiến sĩ Luật học
- Cao cấp lí luận chính trị

## Sự nghiệp
Bà gia nhập Đảng Cộng sản Việt Nam vào ngày 11/12/2000.
Khi ứng cử đại biểu Quốc hội Việt Nam khóa 14 vào tháng 5 năm 2016 bà đang là Tỉnh ủy viên, Bí thư
Tỉnh đoàn, tỉnh Hà Giang, làm việc ở Tỉnh đoàn Hà Giang.
Bà đã trúng cử đại biểu quốc hội năm 2016 ở đơn vị bầu cử số 2, tỉnh Hà Giang gồm có các huyện: Vị Xuyên, Bắc Quang, Quang Bình, Hoàng Su Phì và Xín Mần, được 230.220 phiếu, đạt tỷ lệ 83,32% số phiếu hợp lệ.
Ngày 29 tháng 12 năm 2020, bà được bổ nhiệm giữ chức vụ Bí thư Huyện ủy Mèo Vạc, kể từ ngày 1/1/2021.
Ngày 19 tháng 7 năm 2023, Ban Thường vụ Tỉnh ủy Hà Giang quyết định bà thôi tham gia BCH, BTV, thôi giữ chức Bí thư Huyện ủy, nhiệm kỳ 2020-2025 và Chủ tịch HĐND huyện Mèo Vạc, nhiệm kỳ 2021-2026 để điều động, bổ nhiệm giữ chức Trưởng ban Tuyên giáo Tỉnh ủy, thời hạn giữ chức vụ 5 năm.
Ngày 10 tháng 12 năm 2024, tại kỳ họp thứ 20 HĐND tỉnh Hà Giang khóa XVIII, nhiệm kỳ 2021-2026, với 100% số phiếu đồng ý, bà đã được HĐND tỉnh bầu bổ sung chức danh Phó Chủ tịch UBND tỉnh khóa XVIII, nhiệm kỳ 2021-2026.
Ngày 24 tháng 12 năm 2024, Phó Thủ tướng thường trực Nguyễn Hòa Bình ký Quyết định số 1642/QĐ-TTg phê chuẩn kết quả bầu chức vụ Phó Chủ tịch UBND tỉnh Hà Giang nhiệm kỳ 2021 - 2026 đối với bà.